# Fiz Brown
Fiona "Fiz" Brown (previamente: Stape), es un personaje ficticio de la serie de televisión Coronation Street, interpretada por la actriz Jennie McAlpine desde el 20 de abril del 2001, hasta ahora.